# ジュン・モリオカ・エルディング
ジュン・モリオカ・エルディング（Jun Morioka Elding、森岡 純）は、日本とスウェーデンを拠点に活動するシンガーソングライター、翻訳者、通訳者、コンサルタントである。アーティスト名義はJun Elding。

## 経歴
徳島県で育ち、1990年代初頭に音楽活動を開始。1991年には日本のバンド「PTON!」のボーカリストとしてデビューした。
その後、ソロアーティストとしても活動し、アニメ作品『キディ・グレイド』や『名犬ラッシー』などの音楽に参加している。作詞、作曲、編曲の他、プロデューサーとしても携わっている。
1999年には、ギタリストの本田毅とベーシストの本田聡と共にロックバンド「GITANE（ジターン）」を結成し、徳間ジャパンから再デビューした。彼女はボーカルとして参加し、歌詞の執筆も担当した。GITANEは2002年12月に活動を休止したが、2019年に結成20周年を迎え、再結成された。
現在はスウェーデン在住で、翻訳やマーケティングの分野でも活動している。

## 主な活動
- 音楽レーベル「Little Viking」に所属。
- 13以上のアルバムに関与（VGMdbによる）。
- 日英翻訳・通訳の仕事、企業向けのコンサルティングなど。

## ディスコグラフィー

### アルバム

#### 参加作品
| 発売日         | タイトル      | 規格品番   | 曲順 | 楽曲                                                     |
| -------------- | ------------- | ---------- | ---- | -------------------------------------------------------- |
| 森岡純         |               |            |      |                                                          |
| 1992年12月25日 | 死神アリス    | VPCG-83252 | M.2  | DEAR BOY                                                 |
| 1992年12月25日 | 死神アリス    | VPCG-83252 | M.10 | DEAR BOY                                                 |
| Little Viking  |               |            |      |                                                          |
| 2000年3月1日   | HEMMA HOS MIG | DGD-0004   | M.8  | WHERE IS MY HEAVEN? <ENGLISH version>                    |
| 2000年3月1日   | HEMMA HOS MIG | DGD-0004   | M.9  | LOOK TO THE RAINBOW <ENGLISH version>                    |
| 2000年3月1日   | SKA VI FLYGA  | DGD-0010   | M.8  | 恋してたから / my true heart felt gold <ENGLISH version> |
| 2000年3月1日   | SKA VI FLYGA  | DGD-0010   | M.9  | 夢の中でしか / only in my dream <ENGLISH version>        |
| JUN ELDING     |               |            |      |                                                          |
| 2000年3月1日   | COMPI VOL1    | EHCA-1002  | M.4  | SOS                                                      |

## 楽曲提供

### 森岡純 名義
- VELVET GARDEN
  - ねぇ いいでしょ（作詞）
  - Fake Kiss（作詞）
  - プライドになるよ（作詞）
  - Come Back（作詞）
- 浅田真季
  - だってしょうがないじゃん（作詞）
- Jack&Betty
  - KE-SE-RA-SE-RA（作詞）
  - STEP BY STEP（作詞）

#### JUN ELDING 名義
- 米倉千尋
  - Seriously（作詞）

## タイアップ一覧
| 使用年        | 曲名                | タイアップ                                                  |
| ------------- | ------------------- | ----------------------------------------------------------- |
| 森岡純        |                     |                                                             |
| 1994年        | 100億粒のメロディー | 「チャクラ」キャラクター・イメージソング                    |
| 1996年        | 終らない物語        | フジテレビ系 世界名作劇場『名犬ラッシー』オープニングテーマ |
| 1996年        | 少年の丘            | フジテレビ系 世界名作劇場『名犬ラッシー』エンディングテーマ |
| Little Viking |                     |                                                             |
| 2002年        | FUTURE              | フジテレビ系アニメ『キディ・グレイド』エンディングテーマ    |
| JUN ELDING    |                     |                                                             |
| 未詳          | SOS                 | サークルKサンクス TV-CMソング                               |